# Binx Walton
Leona Anastasia "Binx" Walton (2 de abril de 1996) es una modelo estadounidense.

## Carrera

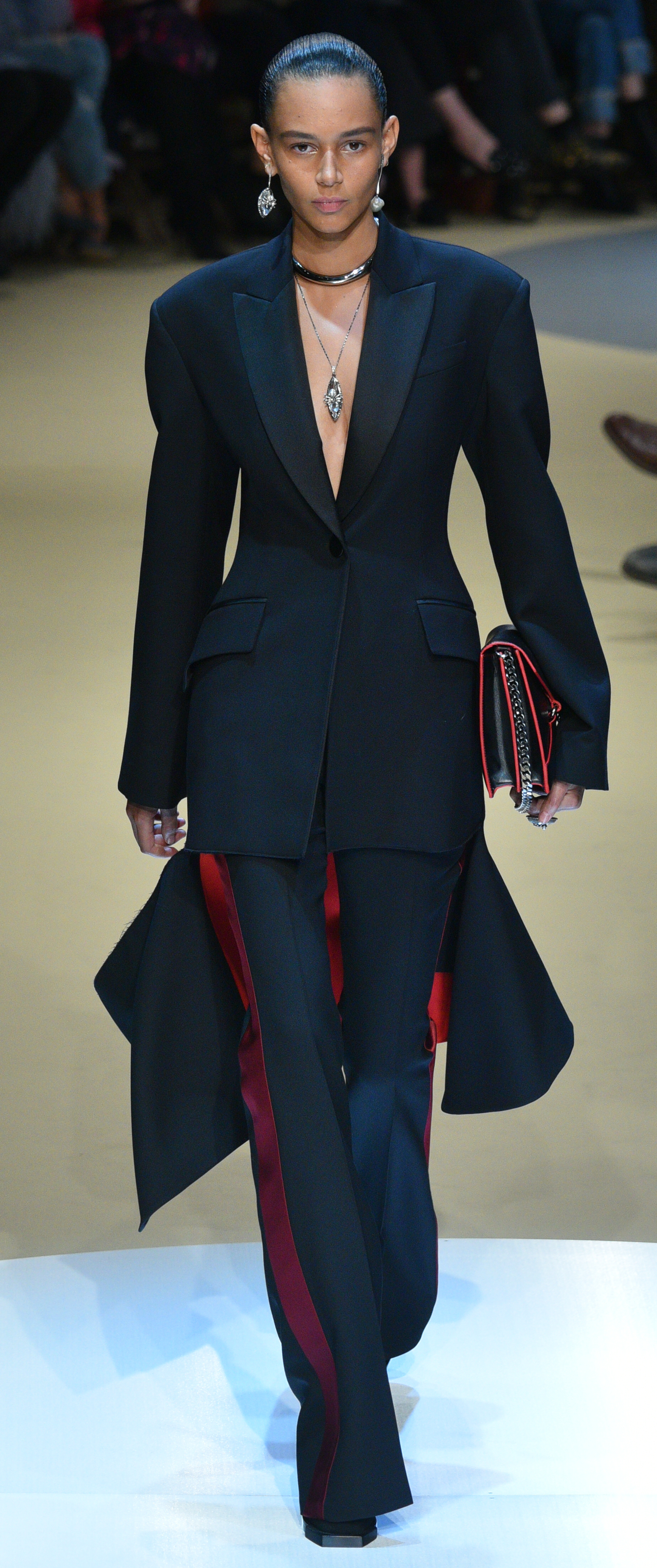
ya que tuvo bastante relevancia en la carrera de modelaje y se presentó en varias ocasiones con importantes marcas

El momento decisivo de Walton en la industria de la moda se produjo cuando fue elegida para el espectáculo Céline Spring/Summer 2014. Pasó a protagonizar grandes campañas para Chanel, Balmain y Coach y ha participado en 37 desfiles de moda para la primavera/verano de 2016. Es muy amiga de las modelos Catherine McNeil y Lexi Boling.
Ha aparecido en editoriales de Vogue, LOVE, W, Dazed, Garage e i-D en francés, inglés, español, alemán, ruso y japonés. También ha aparecido en las portadas de la revista Vogue en sus ediciones británica, española y japonesa. Ha recorrido las pasarelas de Alexander McQueen, Calvin Klein, Valentino, Fendi, Diane Von Furstenberg, Moschino, Chanel, Oscar de la Renta, DKNY, Miu Miu, Derek Lam, Philipp Plein, Alexander Wang, Emilio Pucci, Prada, Marc Jacobs, Christian Dior, Balmain, Lanvin, Céline, Proenza Schouler, Stella McCartney, entre muchas otras reconocidas marcas.